# Colori e simboli dell'Ars et Labor Ferrara

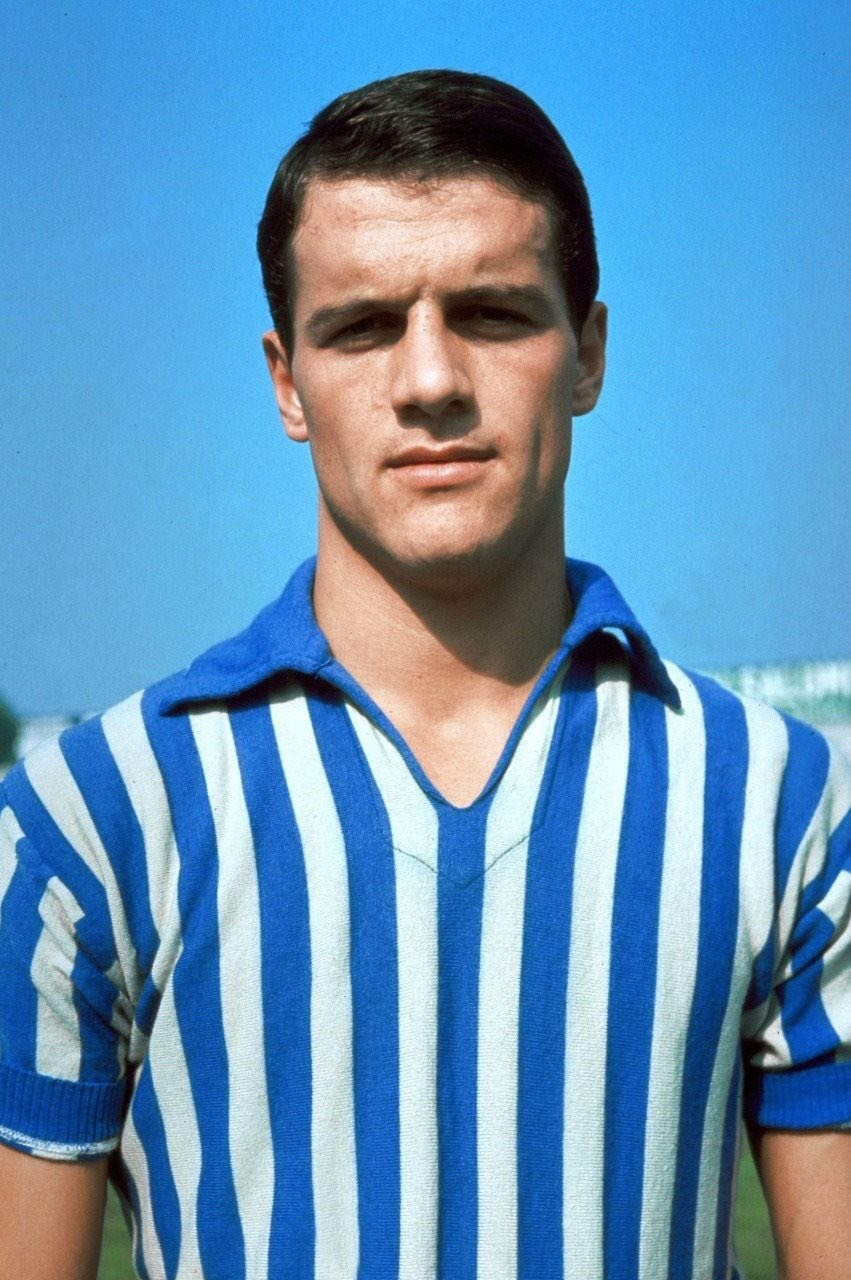
La classica divisa della SPAL, con la palatura bianco-azzurra a strisce sottili adottata dal 1962.

Questa voce raccoglie le informazioni riguardanti i colori e simboli della SPAL, società calcistica italiana con sede a Ferrara.
Nata nel 1907, i suoi colori distintivi sono da sempre il bianco e l'azzurro scelti dal fondatore del club Pietro Acerbis, il quale intese in questo modo rendere omaggio alla congregazione dei Salesiani di San Giovanni Bosco, della quale era membro.

## La maglia
La Società Polisportiva Ars et Labor sin dalla data della propria fondazione ha adottato come colori sociali il bianco e l'azzurro: l'unica eccezione si registrò nel periodo compreso tra il 1939 e il 1943 (anno della sospensione delle attività sportive a causa della seconda guerra mondiale), durante il quale il club aveva cambiato denominazione in Associazione Calcio Ferrara e vestito i colori bianco-neri del Comune.
Nell'immediato dopoguerra, con il ritorno alla denominazione sociale originale, vennero riproposti i colori biancazzurri. Dalla stagione 1951-1952 la tenuta di gioco della squadra ha assunto la tinta unita azzurra con maniche, colletto, pantaloncini bianchi e calzettoni a righe orizzontali biancazzurre; questa venne sostituita nel corso dell'annata 1962-1963 con il motivo biancazzurro a righe strette verticali, pantaloncini e calzettoni azzurri (poi divenuti bianchi).
Durante i primi due anni di sponsorizzazione tecnica adidas (1981-1983) la divisa era interamente azzurra con righe bianche fini; mentre dal 1987 al 1989 e nel 1990-1991 è stato adottato un completo simile a quello degli anni 1950, in questo caso con pantaloncini e calzettoni azzurri. Una tenuta da gioco su questo tema, utilizzata soltanto in circostanze particolari (ad esempio in occasione della commemorazione dei 110 anni della società o in sfide contro avversarie storiche), è stata nuovamente introdotta a partire dalla stagione 2013-2014, questa volta con pantaloncini e calzettoni bianchi.

### Prima divisa

La SPAL nella stagione 1955-1956.

La SPAL nella stagione 1967-1968.

La SPAL nella stagione 1990-1991.

La SPAL nella stagione 1999-2000.

| Gli inizi | 1919-1939 | 1939-1943 | 1945-1947 | 1947-1950 | 1950-1951 |
| 1951-1955 | 1955-1962 | 1962-1965 | 1965-1981 | 1981-1983 | 1983-1984 |
| 1984-1985 | 1985-1986 | 1986-1987 | 1987-1989 | 1989-1990 | 1990-1991 |
| 1991-1997 | 1997-1999 | 1999-2000 | 2000-2001 | 2001-2005 | 2005-2006 |
| 2006-2008 | 2008-2009 | 2009-2012 | 2012-2013 | 2013-2016 | 2016-2017 |
| 2017-2018 | 2018-2019 | 2019-2020 | 2020-2021 | 2022-2023 | 2023-2024 |

### Seconda divisa

Seconda divisa della SPAL nella stagione 1965-1966.

Seconda divisa della SPAL nella stagione 1975-1976.

| 1945-1947    | 1947-1951 | Primi anni '50 | Fine anni '50 | Primi anni '60 | Fine anni '60 |
| Anni '70-'80 | 1987-1991 | 1991-1996      | 1996-2005     | 2005-2008      | 2008-2012     |
| 2012-2013    | 2013-2014 | 2014-2015      | 2015-2016     | 2016-2017      | 2017-2018     |
| 2018-2019    | 2019-2020 | 2020-2021      | 2022-2023     | 2023-2024      |               |

### Terza divisa

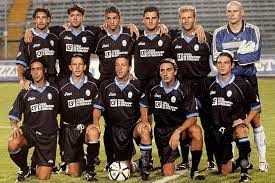
Uniforme alternativa della SPAL nella stagione 2002-2003.

| 2008-2010 | 2010-2012 | 2013-2014 | 2014-2015 | 2015-2016 | 2016-2017 |
| 2017-2018 | 2018-2019 | 2019-2020 | 2020-2021 | 2022-2023 |           |

## Lo stemma

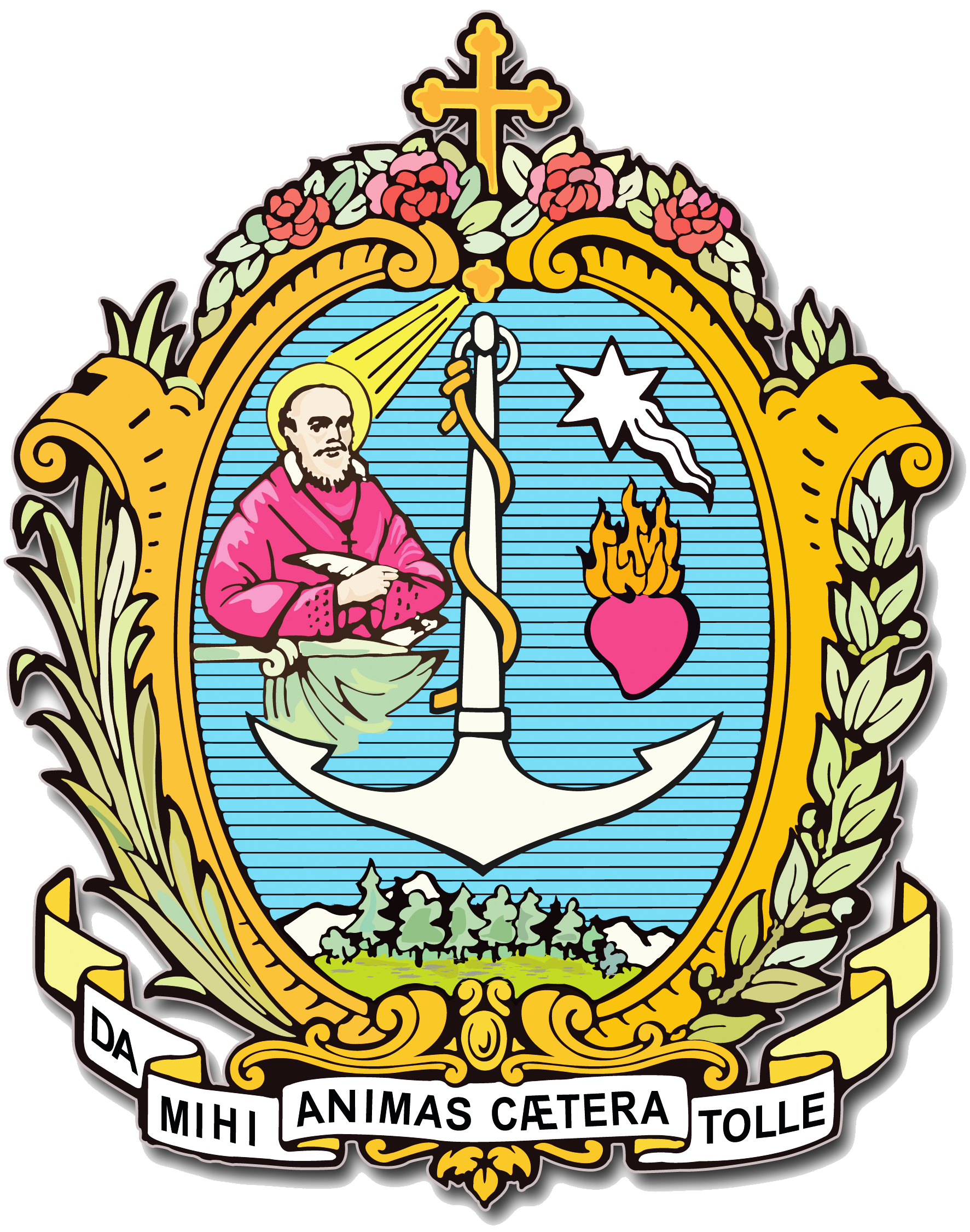
Emblema dei Salesiani di San Giovanni Bosco.

Logo dell'accademia giovanile della SPAL.

Il simbolo societario ufficiale è costituito da un ancile azzurro, con una banda bianca nella parte superiore nella quale è riportato l'acronimo S.P.A.L. che sormonta lo scudetto troncato bianco e nero, emblema della città di Ferrara. Introdotto negli anni 1960, è stato utilizzato in via ufficiale dal 1995 al 2005 per poi essere riadottato nel 2012.
Lo stemma del settore giovanile spallino è il cerbiatto su sfondo bianco cerchiato di azzurro, simbolo precedentemente utilizzato come marchio societario ufficiale dagli anni 1980 al 1995. Dal 2012 è stato riadottato come emblema del settore giovanile.
In seguito al fallimento societario occorso nel 2005, la SPAL ha avuto per alcuni anni come simbolo lo stemma di Ferrara, poi sostituito dal 2008 al 2012 da un ancile bianco-azzurro similare a quello tradizionale.

### Evoluzione

Simbolo della SPAL dagli anni 1980 al 1995.
Marchio ufficiale dal 1995 al 2005, poi ripreso nel 2012.
Lo stemma di Ferrara, simbolo della SPAL dal 2005 al 2008.
Stemma societario utilizzato dal 2008 al 2012.

## Inno
Gli inni tradizionali della squadra biancazzurra si intitolano Inno alla SPAL (cantato da Alfio Finetti, risalente al 1982) e SPAL, magica SPAL (Aldini, Martinetti e Carlini, 1992). Nel 2014 Andrea Poltronieri ha realizzato il brano Forza SPAL, adottato come inno dalla società per alcune stagioni.